# Бревитийский собор
Бревитийский собор — собор в Бреви (в настоящее время Лланддеви-Бреви), рядом с Лампетером в Кередигионе в Уэльсе, состоявшийся, по данным Э. Ландона, в 513 или 519 году и посвящённый борьбе с пелагианством. На соборе присутствовал святой Давид Валлийский, получивший после его окончания епископский престол от святого Диврига. Иерархи собора разрешили Давиду перенести кафедру из Карлеона в Меневию.